# (457) Alleghenia
(457) Alleghenia (designació provisional 1900 FJ, 1938 SA i A900 RA) és un asteroide que forma part del cinturó d'asteroides descobert per Max Wolf i Friedrich Karl Arnold Schwassmann el 15 de setembre de 1900 des de l'Observatori de Heidelberg-Königstuhl (Heidelberg, Alemanya). El seu epònim és l'Observatori d'Allegheny (observatori astronòmic).